# Belait (Distrikt)
Belait ist ein Distrikt (Daerah) des Sultanats Brunei. Er ist mit einer Fläche von 2727 km² der größte und mit einer Einwohnerzahl von 62.243 (Stand: Zensus 2021) der zweitbevölkerungsreichste der vier bruneiischen Distrikte. Die Hauptstadt Belaits ist Kuala Belait.
Belait befindet sich im Westen Bruneis an der Grenze zu Malaysia. Die Distrikthauptstadt Kuala Belait liegt circa 120 km entfernt von der Hauptstadt Bandar Seri Begawan. Durch den Distrikt fließt der Belait, der längste Fluss Bruneis.

## Bildung und Wirtschaft
Im Distrikt befindet sich die St. Margaret’s School.
Belait, insbesondere die Stadt Seria, sind das Herz der Öl- und Erdgasindustrie Bruneis. Es gibt zwei Öl- und Gasfelder an Land: das Seria Oil Field (entdeckt 1929) und das kleinere Rasau Field. Etwas weiter von der Küste entfernt liegen die Off-Shore-Felder South-West Ampa, Fairley, Fairley baram und Egret fields.

## Bevölkerungsentwicklung
| 1947        | 1971   | 1981   | 1991   | 2001   | 2011   | 2016   | 2021   |
| ----------- | ------ | ------ | ------ | ------ | ------ | ------ | ------ |
| 12 567      | 42 400 | 50 768 | 52 957 | 55 602 | 60 744 | 69 062 | 62 243 |
| [ 4 ] [ 1 ] |        |        |        |        |        |        |        |

## Verwaltungsgliederung

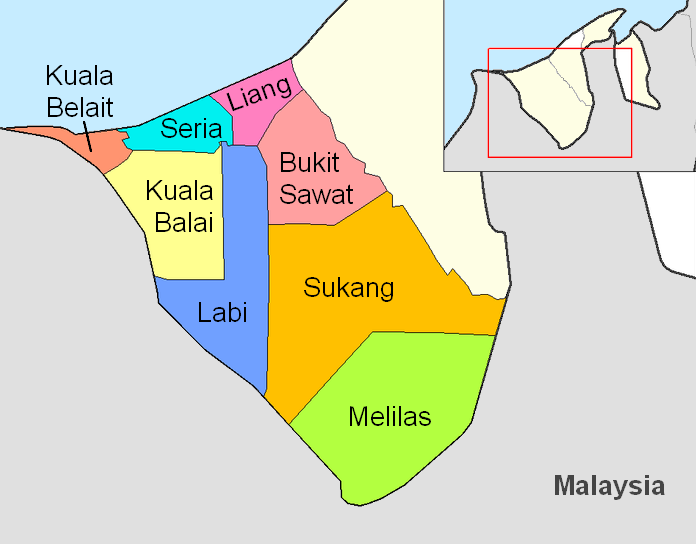
Bezirke in Belait

Der Distrikt Belait ist in acht Bezirke (mukim) gegliedert:
- Bukit Sawat
- Kuala Balai
- Kuala Belait
- Labi
- Liang
- Melilas
- Seria
- Sukang